# Waingroves
Waingroves è un piccolo villaggio della Amber Valley, nel distretto del Derbyshire, a circa 4 chilometri dalla città di Ripley.
La Waingroves Hall è stata costruita nel diciassettesimo secolo da Richard Clayton. È stata rimodellata negli anni '70 del 900. È stata venduta negli anni '60.